# Бобков, Александр Михайлович
Александр Михайлович Бобков (укр. Олександр Михайлович Бобков; род. 18 апреля 1960, Сталино, Украинская ССР) — политик Украины и самопровозглашённой ДНР, экономист, юрист, член Партии регионов, депутат Верховной рады Украины.

## Образование и работа
Родился 18 апреля 1960 года в городе Сталино. После окончания школы поступил в политехникум на отделение «Оборудование коксохимических заводов».
В 1979 году был призван в ряды Советской армии. Служил в воздушно-десантных войсках в качестве инструктора. Готовил рядовых солдат к командировкам в Афганистан.
Свою трудовую деятельность начинал с водителя АТП № 21462 и работал вплоть до 1992 года. В 1986 году назначен на пост председателя профсоюза работников автотранспорта и шоссейных дорог.
В 1987 году поступил в Донецкий национальный университет на экономико-правовой факультет и окончил его в 1992 году по специальности «специалист в сфере планирования промышленного производства». В 2000 году учась там же на экономико-правовом факультете, получил диплом правоведа.
С 1992 по 2002 годы занимался предпринимательской деятельностью. С 1992 по 1997 год — заместитель директора ООО «Холдинг — Лада». С 1997 по январь 2002 года работал директором дочернего предприятия «Будённовский колхозный рынок». С января по апрель 2002 года — директор филиала Аудиторской фирмы «Аудит — Адвокат — Украина».
С 2010 года работал директором Горловского коксохимического завода.

## Политическая деятельность
В 1998 году Александр Бобков был избран депутатом Будённовского районного совета города Донецк.
С 2002 по 2010 год — председатель Будённовского райсовета города Донецк. По его инициативе в Донбассе был создан Межрегиональный Союз Представителей Среднего Бизнеса.
С 2004 года председатель Донецкой городской организации Партии Регионов, организовал митинги против «помаранчевого» Майдана. В 2005 году под угрозой уголовного дела был вынужден бежать в РФ. В 2010 году вернулся, Киевским райсудом Донецка 15.09.2010 официально признан жертвой политических репрессий «оранжевых».
В июле 2010 года Александр Бобков стал заместителем председателя областной организации Партии Регионов, избран депутатом Донецкого областного совета и возглавил Постоянную комиссию по вопросам инвестиционной политики, внешнеэкономических связей и инновационной деятельности.
В 2012 году был избран народным депутатом Верховной рады Украины от 41 одномандатного мажоритарного округа в Донецке, набрав рекордные для выборов 80,85 % голосов. Заместитель председателя комитета по вопросам строительства, градостроения, жилищно-коммунального хозяйства и региональной политики. 3 июня 2014 года вышел из фракции Партии Регионов и со 2 июля являлся членом депутатской группы «За мир и стабильность».
Весной 2014 года внёс в Верховной Раде законопроект о местном референдуме (поддержанный донецким «Оплотом»), но его отказались принимать на фракции.

## В Донецкой Народной Республике
Весной 2014 года стал организатором Донецкого отделения движения «Оплот», выступал в поддержку референдума 11 мая. Перешел на сторону Донецкой Народной Республики. В 2015—2016 годах проходил службу командиром роты «Интербригады "Пятнашка"». Организовал общественное движение «Счастливый трудовой Донбасс» и «Молодая Республика».
Организовал и возглавил Межрегиональный Союз представителей среднего бизнеса, действовавший на Украине и в самопровозглашённой ДНР.

## Награды и звания
- Медаль Пушкина (6 марта 2012 года, Россия) — за большой вклад в развитие культурных связей с Российской Федерацией, сохранение и популяризацию русского языка и культуры за рубежом[4],
- Орден Святителя Дмитрия Ростовского (Русская Православная церковь),[источник не указан 1991 день]
- Почётная грамота Верховной Рады Украины,[источник не указан 1991 день]
- Почётная грамота Кабинета Министров Украины.[источник не указан 1991 день]

## Семья и увлечения
Женат. Дети: дочь и два сына.